# Calophasia olbiena
Calophasia olbiena är en fjärilsart som beskrevs av Philogène Auguste Joseph Duponchel 1842. Calophasia olbiena ingår i släktet Calophasia och familjen nattflyn. Inga underarter finns listade i Catalogue of Life.